# Acherontia
Acherontia este un gen de molii din familia Sphingidae, care conține numai trei specii (cunoscute și ca molii cap-de-mort):

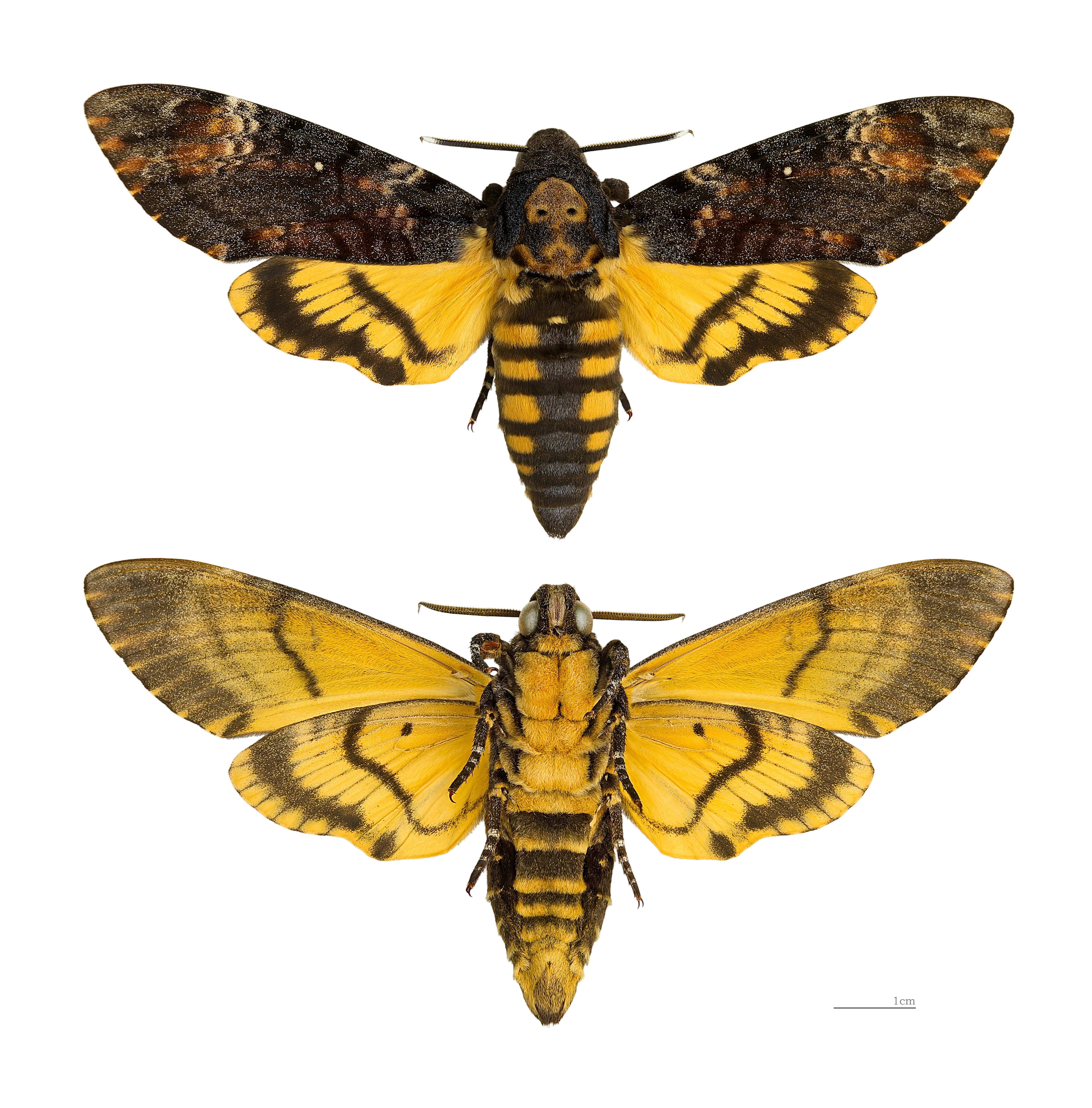
Acherontia atropos
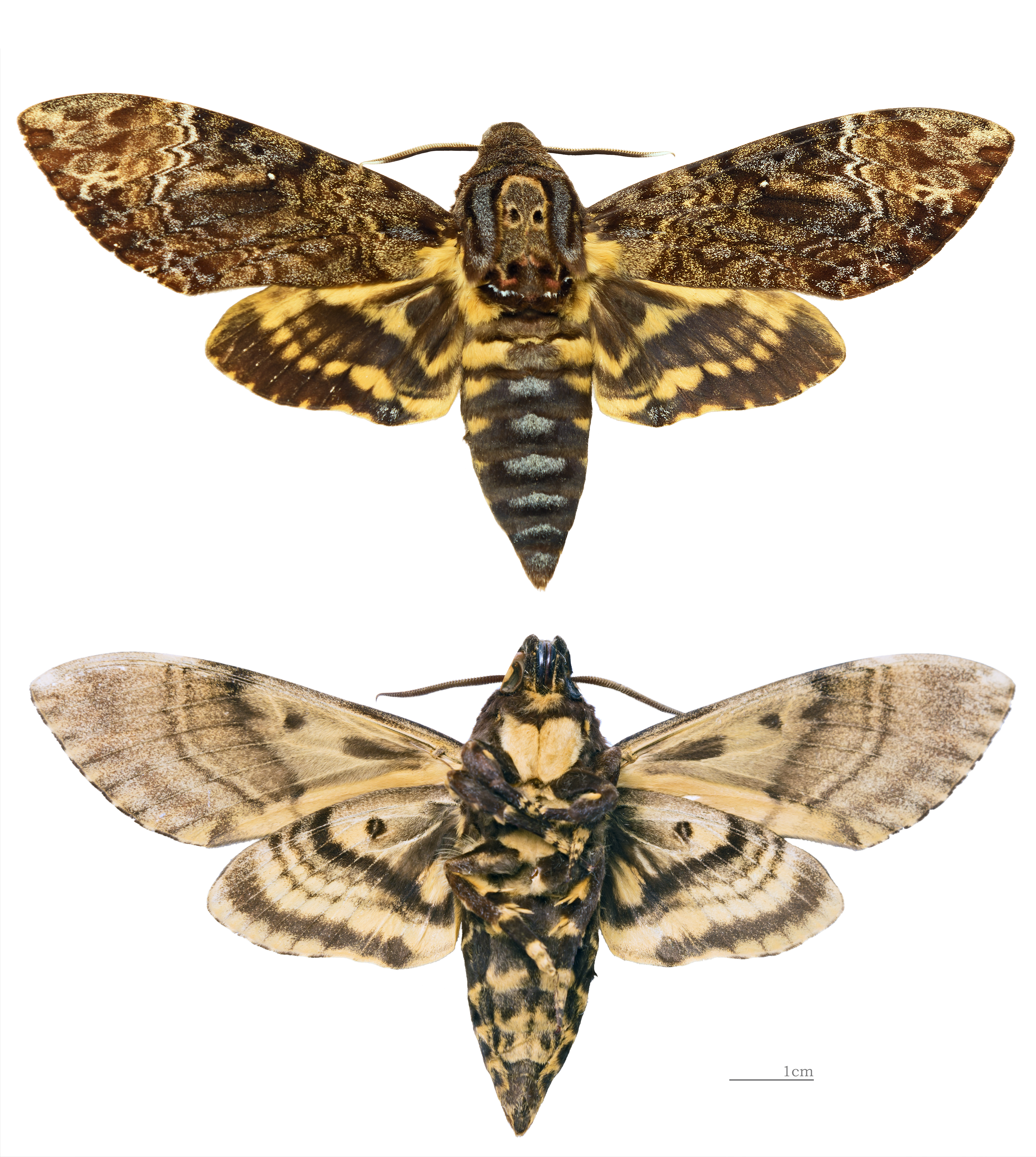
Acherontia styx
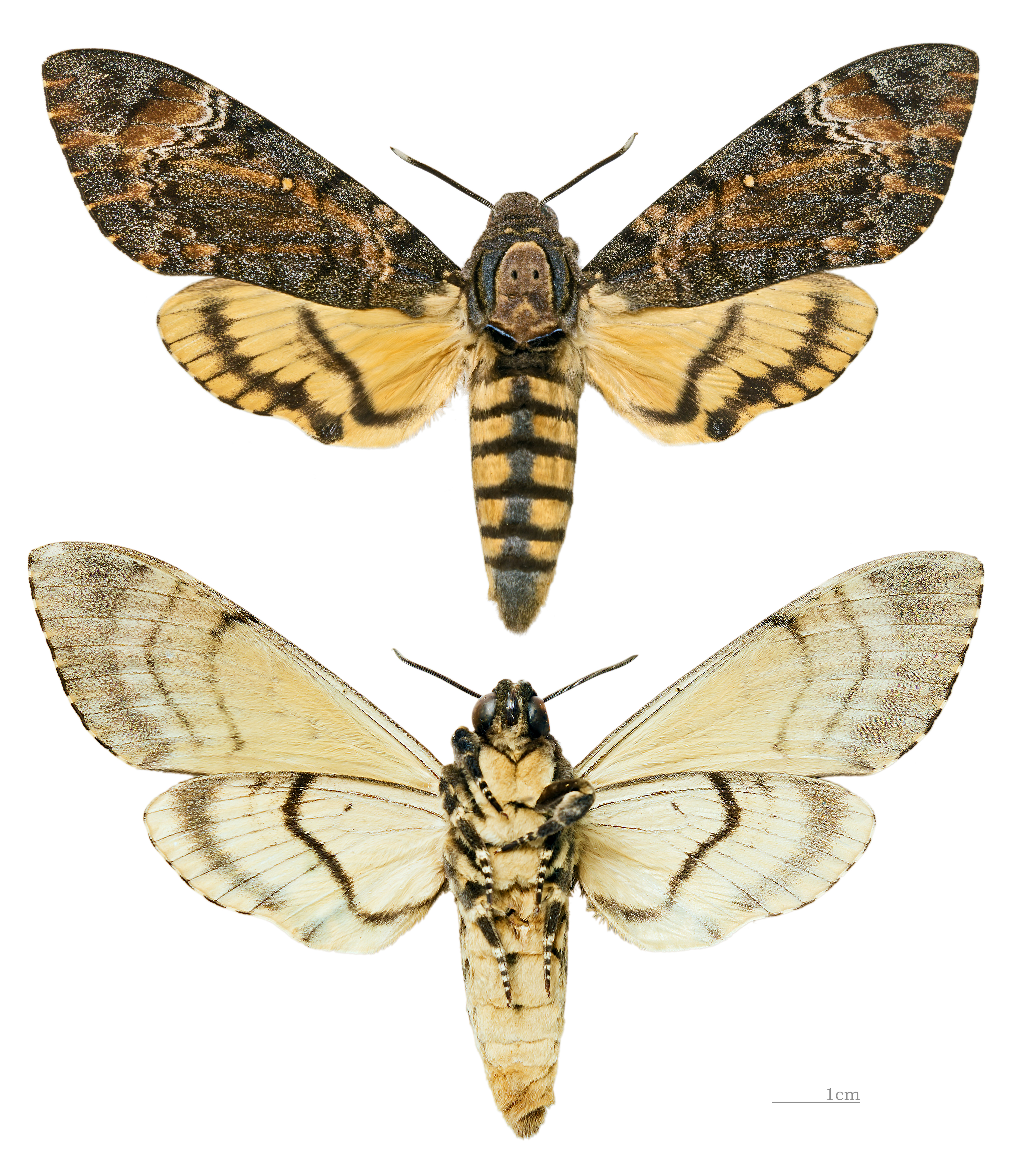
Acherontia lachesis

- Acherontia atropos
- Acherontia lachesis
- Acherontia styx